# ويليام بيك (ممثل)
ويليام بيك (بالإنجليزية: William Beck)‏ هو ممثل بريطاني، ولد في القرن 20 في ويلز في المملكة المتحدة.

## أعمال

### أفلام
- (2007) هدف 2[2]

## وصلات خارجية
- ويليام بيك على موقع IMDb (الإنجليزية)
- ويليام بيك على موقع قاعدة بيانات الفيلم (الإنجليزية)